# Horst Haßlinger
Horst Andreas Haßlinger (ur. 19 września 1943 w Langenzenn) – niemiecki lekkoatleta, sprinter. W czasie swojej kariery reprezentował Republikę Federalną Niemiec.
Zdobył złoty medal w sztafecie szwedzkiej 1+2+3+4 okrążenia na europejskich igrzyskach halowych w 1967 w Pradze (sztafeta RFN biegła w składzie: Gert Metz, Haßlinger, Rolf Krüsmann i Manfred Hanika). 
Na halowych mistrzostwach Europy w 1970 w Wiedniu zdobył brązowy medal w sztafecie szwedzkiej 2+3+4+5 okrążeń (w składzie: Haßlinger, Lothar Hirsch, Manfred Henne i Ingo Sensburg).
Był brązowym medalistą mistrzostw RFN w hali w biegu na 200 metrów w 1969 i w biegu na 400 metrów w 1971.